# Enrique Montoya

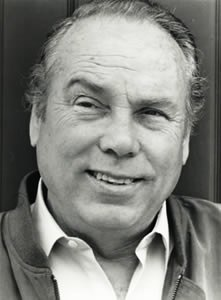
Enrique Montoya

Enrique Montoya Fernández (* 21. September 1928 in Utrera, Provinz Sevilla; † 28. Juli 1993) war ein spanischer Flamenco-Künstler. Bekannt wurde er durch seine charakteristische Stimme und seinen Sprechgesang. Er hatte zahlreiche Auftritte, bei denen er selbst Gitarre spielte, meist zur eigenen Gesangsbegleitung. Sein in Spanien bekanntestes Stück ist Señorita.
Montoya trat in seiner Jugend als Gitarrist in den Dörfern von Andalusien auf. In Madrid wurde er Mitglied der Gruppe Ases juveniles, mit der er durch Ägypten, die Türkei, Griechenland und den Nahen Osten reiste.
Nach seiner Rückkehr machte ihn die Sängerin Concha Piquer zu einem Hauptdarsteller in ihrem Theaterprojekt Salero de España. Danach arbeitete er als Begleiter von Musikern wie Juana Reina, Lola Sevilla, Marifé de Triana, der Niña de Antequera (María Barrús Martínez) und von Concha Piquer.
1970 veröffentlichte er zusammen mit Paco de Lucía die LP Flamenco romantico. Weitere Aufnahmen spielte er u. a. mit Carlos Montoya, El Pili (Pedro Jimenez), El Niño de Alicante (Mario Escudero) und Sabicas ein.